# Andrzej Basista
Andrzej Józef Basista (ur. 19 marca 1932 w Chorzowie, zm. 7 października 2017 w Krakowie) – polski architekt, historyk architektury, wykładowca akademicki, prof. dr hab. inż.

## Życiorys
W 1956 ukończył studia na Wydziale Architektury Politechniki Krakowskiej. Jako projektant pracował między innymi w Iraku. W latach 1997–2006 był wykładowcą akademickim Wydziału Architektury Politechniki Białostockiej, gdzie jednocześnie w latach 2002–2006 piastował funkcję dziekana. Był także kierownikiem Katedry Urbanistyki i Planowania Przestrzennego oraz Katedry Historii Architektury i Konserwacji Zabytków na tymże wydziale. Związany był także z Politechniką Poznańską, Akademią Sztuk Pięknych w Krakowie, Wyższą Szkołą Ekologii i Zarządzania w Warszawie oraz Uniwersytetem w Bagdadzie.
Pochowany na cmentarzu Batowickim w Krakowie (kw. B-XLV-wsch.-10).

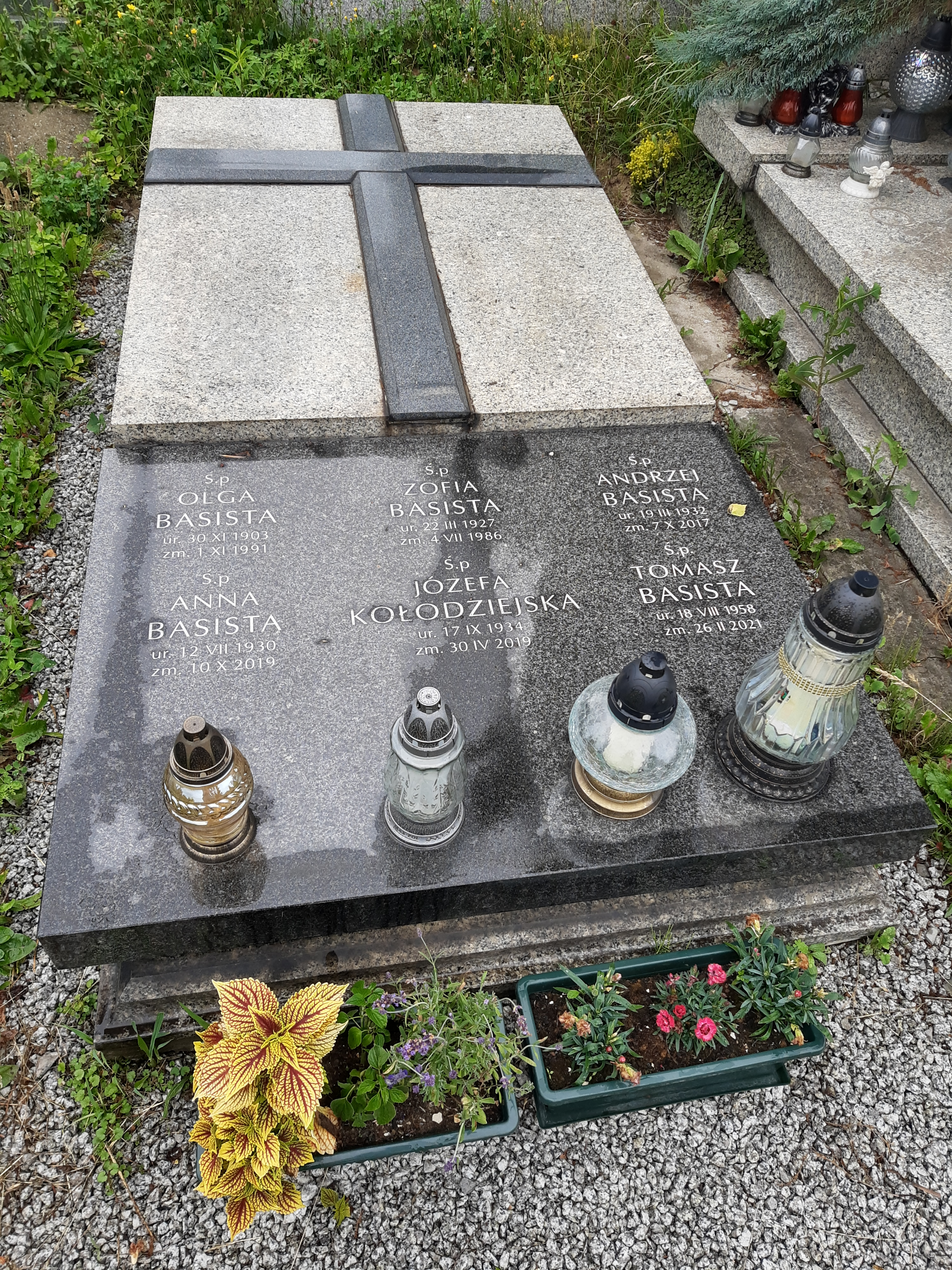
Grób prof. Andrzeja Basisty na Cmentarzu Prądnik Czerwony

## Wybrane publikacje
- Architektura: dlaczego jest, jaka jest ("Znak", Kraków, 2000; ISBN 83-7006-625-9)
- Architektura jako sztuka (Towarzystwo Autorów i Wydawców Prac Naukowych Universitas, Kraków, cop. 2016; ISBN 978-83-242-2770-9)
- Betonowe dziedzictwo : architektura w Polsce czasów komunizmu (Wydaw. Naukowe PWN. Oddział, Warszawa; Kraków, 2001; ISBN 83-01-13224-8)
- Historia architektury od początków do końca XVIII wieku (Politechnika Białostocka. Wydział Architektury, Białystok, 2004; ISBN 83-88229-74-5)
- Jak czytać architekturę? (Towarzystwo Autorów i Wydawców Prac Naukowych Universitas, Kraków, cop. 2012; ISBN 978-83-242-1767-0)
- Kompozycja dzieła architektury (Towarzystwo Autorów i Wydawców Prac Naukowych Universitas, Kraków, cop. 2006; ISBN 83-242-0696-5)
- Notatki z historii meblarstwa (ASP, Kraków, 1999; ISBN 83-87651-90-7)
- Opowieści budynków : architektura czterech kultur, Wydaw. Naukowe PWN. Oddział, Warszawa; Kraków, 1995; ISBN 83-01-11629-3)